# Пылва (волость, 2017)
Пы́лва (эст. Põlva vald) — волость в Эстонии в составе уезда Пылвамаа. Образована в 2017 году. Административный центр — город Пылва.

## Географическое положение
Расположена на юго-востоке Эстонии, в области волнистых возвышенностей, разделённых древними долинами. На западе граничит с волостью Канепи, на востоке — с волостью Ряпина, на севере — с волостью Кастре, на юге — с волостью Выру. 
В волости находится одна из самых известных природных достопримечательностей Эстонии — Таэваскода, а также 17 областей природоохранной сети «Натура 2000».
На территории волости расположены 37 природных озёр, из них самые крупные — Пылва (35,9 га), Ароярв (28,7 га) и Тилси Пиккъярв (24,8 га), и 7 рек: Ахья, Леэви, Лутсу, Луутсна, Мыра, Порийыги и Орайыги.
Площадь волости — 705,91 км², плотность населения на 1 января 2024 года составила 19,1 чел/км².
Расстояние от города Пылва, административного центра волости, до Таллина по шоссе составляет 231 км.

## История
Волость Пылва образована 22 октября 2017 года в результате административно-территориальной реформы путём слияния волостей Ахья, Вастсе-Куусте, Лахеда, Моосте и Пылва.
Волость большей частью находится на землях исторического церковного прихода Пылва, который был основан в первой половине 13-го столетия. Первые письменные упоминания о Пылва (Pölwe) относятся к 1452 году, когда приход Пылва относился к Тартускому епископству. В 1558 году, в начале Ливонской войны, приход попал под власть России, а в 1582 году — Польши. В результате польско-шведских войн приход Пылва вошёл в состав Лифляндской губернии. В царское время Пылва была небольшой церковной деревушкой, которая во времена Первой Эстонской республики значительно выросла. В ноябре 1931 года было завершено строительство железной дороги Тарту—Печоры, что повлекло за собой оживление экономической деятельности в регионе. По площади и по числу мыз приход Пылва был довольно большим: здесь насчитывалась 21 мыза, из них 1 церковная, 14 рыцарских мызы, 4 государственные мызы с 2 побочными мызами, к которым относились 13 скотоводческих мыз. Растянувшийся с севера на юг приход в то время часть территорий двух современных уездов: Пылвамаа и Вырумаа. В 1939 году из волостей Киома, Койола и Пери и деревни Пускару, относившейся к волости Пылгасте, была сформирована волость Пылва. В 1961 году был основан Пылваский район, что существенно ускорило развитие Пылва: возникли новые предприятия, были построены новые многоквартирные дома и выросла численность населения.

## Символика
Герб: на зелёно-белом, наклонно разделённом геральдическом щите белая сосна и синий зимородок.

Флаг: на зелёно-белом, наклонно разделённом полотнище белая сосна и синий зимородок.
Сосна символизирует обширные лесные массивы региона, зелёный цвет символизирует местную, близкую к природе, жилую среду. Синий зимородок отсылает к чистой природе и водоёмам. Наклонное разделение отражает холмистый ландшафт и знаменитую местность Таэваскода. Белый — цвет высокой духовности.

## Населённые пункты
В составе волости 1 город, 3 посёлка и 70 деревень.
Город: Пылва.

Посёлки: Ахья, Вастсе-Куусте и Моосте.

Деревни: Аарна, Адисте, Аксте, Андре, Валгеметса, Валгесоо, Вана-Койола, Ванакюла, Ванамыйза, Вардья, Вийсли, Воорекюла, Ибасте, Йоосу, Каару, Кадая, Канасааре, Карилатси, Кастмекоя, Каукси, Кийдъярве, Кийза, Киума, Коорвере, Косова, Кяхри, Кярса, Лахе, Леэвийыэ, Логина, Локо, Лоотвина, Лутсу, Маммасте, Меэмасте, Метсте, Мийасте, Мустайыэ, Мустакурму, Мытскюла, Наруски, Нооритсметса, Орайыэ, Падари, Партси, Пери, Праги, Пускару, Пуури, Расина, Роози, Росма, Савимяэ, Соэсааре, Сууркюла, Суурметса, Сякна, Сяэссааре, Таэваскоя, Терепи, Тилси, Тромси, Тяннассильма, Уйбуярве, Химма, Химмасте, Холванди, Эосте, Яанимыйза.

## Демография по данным Регистра народонаселения
По данным Регистра народонаселения, который ведёт Министерство внутренних дел Эстонии, по состоянию на 1 апреля 2018 года в волости проживали 14 245 человек, из них 7035 мужчин и 7210 женщин; по состоянию на 1 января 2019 года в волости насчитывалось 13 334 жителя, из них 5138 (38,5 %) — в городе Пылва.
Волость является регионом с умеренно стареющим и численно уменьшающимся населением. Численность детей снижается, при этом увеличивается удельный вес детей с особыми потребностями.

## Данные Департамента статистики
Данные Департамента статистики Эстонии о волости Пылва:
Число жителей на 1 января каждого года:
| Год  | 2015   | 2016     | 2017     | 2018     | 2019     | 2020     | 2021     | 2022     | 2023     | 2024     |
| ---- | ------ | -------- | -------- | -------- | -------- | -------- | -------- | -------- | -------- | -------- |
| Чел. | 14 622 | ↘ 14 378 | ↘ 14 181 | ↘ 14 084 | ↘ 13 907 | ↘ 13 717 | ↘ 13 609 | ↘ 13 394 | ↗ 13 534 | ↘ 14 084 |

Число рождений (живорождённых):
| Год  | 2015 | 2016  | 2017  | 2018  | 2019  | 2020  | 2021  | 2022 | 2023  |
| ---- | ---- | ----- | ----- | ----- | ----- | ----- | ----- | ---- | ----- |
| Чел. | 111  | ↗ 124 | ↗ 140 | ↘ 139 | ↘ 135 | ↘ 121 | → 121 | ↘ 93 | ↗ 107 |

Число умерших:
| Год  | 2015 | 2016  | 2017  | 2018  | 2019  | 2020  | 2021  | 2022  | 2023  |
| ---- | ---- | ----- | ----- | ----- | ----- | ----- | ----- | ----- | ----- |
| Чел. | 184  | ↘ 167 | ↗ 169 | ↗ 170 | ↗ 184 | ↘ 173 | ↗ 210 | ↘ 167 | ↘ 157 |

Зарегистрированные безработные*:
| Год  | 2015 | 2016 | 2017 | 2018 | 2019 | 2020 | 2021 | 2022 | 2023 |
| ---- | ---- | ---- | ---- | ---- | ---- | ---- | ---- | ---- | ---- |
| Чел. | 389  | 420  | 498  | 493  | 439  | 495  | 562  | 474  | 581  |

*2015—2019 годы — среднегодовое число, с 2020 года — на 1 января.
Средняя брутто-зарплата работника:
| Год  | 2015 | 2016  | 2017   | 2018   | 2019   | 2020   | 2021   | 2022   |
| ---- | ---- | ----- | ------ | ------ | ------ | ------ | ------ | ------ |
| Евро | 891  | ↗ 943 | ↗ 1000 | ↗ 1058 | ↗ 1131 | ↗ 1180 | ↗ 1243 | ↘ 1345 |

В 2019 году волость Пылва занимала 59 место по величине средней брутто-зарплаты работника среди 79 муниципалитетов Эстонии.
Число учеников в школах:
| Год  | 2015 | 2016   | 2017   | 2018   | 2019   | 2020   | 2021   | 2022   | 2023   | 2024   |
| ---- | ---- | ------ | ------ | ------ | ------ | ------ | ------ | ------ | ------ | ------ |
| Чел. | 1511 | ↗ 1532 | ↗ 1606 | ↗ 1614 | ↗ 1635 | ↗ 1678 | ↗ 1696 | ↗ 1693 | ↘ 1509 | ↘ 1448 |

## Инфраструктура

### Образование
В волости 7 муниципальных детских садов. В школе Роози есть детсадовская группа для детей с особыми потребностями. В деревне Росма есть частное учебное заведение — школа-детсад Йоханнеса. В 2017/2018 учебном году детские сады волости посещали 597 детей. Работают государственная гимназия в городе Пылва и 7 муниципальных общеобразовательных заведений: Пылваская школа, Пылваская школа Роози, Ахьяская школа имени Фридеберта Тугласа, Мызная школа Моосте, основная школа Каукси, основная школа Тилси и школа Вастсе-Куусте. Частное учебное заведение, работающее по система Вальдорфской педагогики: школа-детский сад в Росма.

### Медицина и социальное обеспечение
Крупнейшее лечебное учреждение волости — акционерное общество «Больница Пылва» (AS Põlva Haigla). В ней осуществляются все виды медицинских услуг общего профиля, однако в марте 2018 года был закрыт Пылваский роддом. В 2018 году 12 семейных врачей принимали пациентов в пяти населённых пунктах: Ахья, Вастсе-Куусте, Моосте, Пылва и Тилси.
Услуги социального обеспечения оказывают: Дневной центр Пылва (услуги по уходу на дому, организация досуга для пожилых и людей с особыми потребностями, прачечная, душевая, жилое помещение), Дом по уходу волости Пылва (круглосуточный уход), Социальный центр Лахеда с отделениями в Тилси и Вана-Койола (круглосуточный общий уход), Дом по уходу Ахья (круглосуточный общий уход); целевое учреждение «Семейный дом Тилси» (SA Tilsi Perekodu, заместительный и последующий уход).  Работают некоммерческая организация «Пылвамааский дом людей с недостатками» (MTÜ Põlvamaa Puuetega Inimeste Koda), которая оказывает услуги специального ухода, услугу «Продуктового банка» и т. п., и целевое социальное учреждение «Деревня Маарья» (SA Maarja Küla). В волости оказывается услуга социального транспорта для людей с особыми потребностями (поездки из дома на работу, в учебное заведение или в учреждения публичного сектора); доля самофинансирования при этом составляет 0,20 евро за километр. В волости имеются три работника по защите детей, из них один занимается детьми-инвалидами.

### Культура, досуг и спорт
В волости есть одна национальная библиотека – Центральная библиотека Пылва, которая включает 12 филиалов: в Ахья, Ванакюла, Вастсе-Куусте, Каукси, Кийдъярве, Киума, Моосте, Пери, Расина, Таэваскоя, Тилсе и Химмасте. Работает 3 муниципальные школы по интересам: спортшкола (347 учеников в 2018 году), художественная школа ( 98 учеников) и музыкальная школа (122 ученика). Также действуют 2 частные школы по интересам: Школа народной музыки Моосте и спортивно-танцевальная школа “Meie Stuudio” .
Действует 9 некоммерческих организаций и 1 общество, которые предлагают различные возможности для занятий по интересам для детей и молодёжи. Работает 5 молодёжных центров, 59 объединений культуры, в их числе 9 танцевальных групп, 7 певческих обществ, 7 обществ по рукоделию, 5 музыкальных обществ, 3 любительских театра и 26 сельских обществ. Открыты 13 сельских центров и народных домов: в Аарна, Ванакюла, Каукси, Карилатси, Кийдъярве, Киума, Кяхри, Лоотвина, Пери, Расина, Таэваскоя, Химасте и Яанимыйза. Действует 5 муниципальных домов культуры: в Пылва, Ахья, Вастсе-Куусте и Кана-Койола и целевое учреждение «Мыза Моосте» (SA Mooste Mõis).
В городе Пылва работает 4 спортхолла, 5 стадионов разного размера, 7 спортивных площадок и 8 детских игровых площадок. Спортивные и игровые площадки есть и в нескольких деревнях. В целом в волости имеется 43 спортивных объекта, занесённых в Спортивный регистр  (https://www.spordiregister.ee). Самые известные спортклубы волости: Пылваский клуб ручного мяча, Клуб ориентирования «Kobras», футбольных клуб «Lootos», спортклуб «Serviti», Пылваский клуб спортивной стрельбы и борцовский клуб «Lapiti». Всего в волости действует 22 спортивные организации.
Из проводимых в волости культурных мероприятий республиканского уровня можно выделить праздник гармошки «Harmoonika», фестиваль аранжировки народной музыки «Mooste Elohelü», празднование дня рождения Якоба Хурта (1839–1907).

### Транспорт
Территорию волости покрывает плотная есть государственных и вспомогательных шоссе, которая обеспечивает хорошее сообщение с крупнейшими городами Южной Эстонии (Тарту, Выру) и сообщение самых больших населённых пунктов волости с волостным центром. Город Пылва окружает круговая дорога, которая обслуживает промышленные районы возле железной дороги и куда направлены перевозки тяжёлых и опасных грузов. Через волость проходит железная дорога Таллин—Тарту—Пылва—Койдула—Печоры. Протяжённость внутриволостных дорог составляет около 415 км.
1 июля 2018 года для местных жителей был осуществлён переход на бесплатный общественный транспорт, который охватывает автобусные маршруты в Пылвамаа и Вырумаа, а также уездные линии в направлении Тарту и Валга (это нововведение не касается коммерческих автобусов).

### Жилая среда
Жилые дома и промышленные здания города Пылва имеют центральное отопление, основная часть которого производится путём сжигания природного газа. В 2014 году была начата перестройка центральной котельной с целью использования местного топлива (древесная щепа). В посёлке Моосте в 2018 году центральным теплоснабжением были обеспечены 8 потребителей: 6 многоквартирных домов, детский сад и Дом культуры. В посёлке Вастсе-Куусте система центрального отопления есть только в многоквартирных домах (работает на газе), на остальной территории бывшей волости Вастсе-Куусте имеется локальное и местное (самое распространённое) отопление, используются в основном дрова. В посёлке Ахья центральным теплоснабжением в этом же году были обеспечены 6 многоквартирных домов, школа, детский сад, библиотека, спортивное здание, дом культуры и один частный дом. В частных жилых домах в основном используется топливо из древесины или работают малые котлы на природном газе. На территории бывшей волости Лахеда центральное теплоснабжение имеют 8 зданий в деревне Тилси: четыре жилых дома, магазин, социальный центр, школа и Центр сотрудничества.
Безопасность жилой среды обеспечивают прежде всего Департамент полиции и пограничной охраны и Спасательный департамент. На территории волости размещаются камеры видео-наблюдения. В 2006 году был создан первый сектор «Соседского дозора».
Ежемесячно (кроме июля) выходит информационная газета волостного собрания и волостной управы «Põlva Teataja».

## Экономика
Основные виды деятельности экономически активных предприятий волости — это производство сельхозпродуктов и продуктов питания, лесное хозяйство, деревообработка, торговля, транспорт и ремонт транспортных средств. В городе Пылва находится развитый промпарк. Бо́льшая часть предприятий волости — это микро-предприятия (численность работников менее 10), в 2018 году таких насчитывалось 936.
Крупнейшие работодатели волости по состоянию на 31 декабря 2019 года:
| Предприятие/организация     | Вид деятельности | Численность работников |
| --------------------------- | --- | ---------------------- |
| Coop Põlva Tarbijate Ühistu | Розничная торговля в неспециализированных магазинах преимущественно продуктами питания, напитками и табачными изделиями | 373                    |
| Põlva Haigla                | Больница | 305                    |
| Põlva Vallavalitsus         | Волостная управа; орган государственного управления                                                                     | 103                    |
| Lõuna Pagarid AS            | Производство хлебобулочных изделий                                                                                      | 81                     |
| Acino Estonia OÜ            | Производство основных фармацевтических продуктов                                                                        | 68                     |
| Põlva lasteaed Pihlapuu     | Детский сад «Пихлапуу»                                                                                                  | 45                     |
| Põlva gümnaasium            | Пылваская гимназия | 39                     |

## Достопримечательности
Памятники культуры:
- церковь Пылва

Впервые упомянута в 1427 году. В ходе военных действий сгорела. Восстановлена в 1649 году, реконструирована в 1843-1844 годах и заново освящена в 1845 году. Орга́н церкви построен в 1883 году тартуским мастером Мюлльверштадтом (Müllverstädt), самый старый церковный колокол отлит в 1868 году в Бохуме;
- православная церковь Кярса

Построена в деревне Кярса в 1878-1879 годах по типовому проекту в стиле историзма. Церковь из бутового камня с колокольней имеет основной план в виде греческого креста. У церкви 6 башен, все — восьмигранные; 
- православная церковь Кяхри

Православная церковная община в деревне Кяхри была основана в 1846 году; первая деревянная церковь возведена в 1850 году. Строительство новой каменной церкви по типовому проекту завершено в 1900 году;
- мыза Мойзекац (Моосте)

Основана в конце 16-го столетия, когда польский король Стефан Баторий пожаловал эти земли Выннускому земскому судье Вильгельму Штурцу (Wilhelm Sturtz). Мыза сменила множество собственников. В 1810 году её приобрело семейство фон Нолькенов, в чьих руках она оставалась до национализации 1919 года. В начале 20-го столетия Эдуард фон Нолкен превратил Мойзекац в один из самых красивых и представительных мызных комплексов Южной Эстонии. Главное здание мызы (господский особняк) было возведено по проекту Августа Рейнберга в 1909 году, и в большей степени относится к распространённому в 19-м столетии «французскому замковому стилю» с элементами ренессанса.
- мыза Ая (Ахья)

Ая была одной из самых могущественных мыз одного из старейших приходов Эстонии — Вендау (Вендауский приход, приход Вынну). С 1725 года она принадлежала фон Коскулям. В 1740 году было построено нынешнее главное здание мызы. Затем она стала собственностью государства, и в 1743 году императрица Елизавета I подарила её вице-адмиралу Франсуа Гиймо де Вильбуа. Затем мыза опять сменила несколько собственников (фон Липгарт, фон Кнорринг и др.), и в 1821 году её приобрели фон Браши. Последним собственником мызы с 1903 года стал Эрнст фон Браш. В начале 20-го столетия здание было частично перестроено, главный вход по центру был закрыт полигональным павильоном в стиле модерн. С 1929 до 1997 года в господском доме работала школа. Здание сильно пострадало в пожаре 2007 года, в 2009 году была установлена новая крыша, которая оказалась неводостойкой, и которую волостная управа в 2017 году решила полностью переделать. Предполагается, что в отреставрированном особняке будет, как и прежде, работать школа Ахья, однако в 2018 году работы по восстановлению здания зашли в тупик; при инспектировании 16 августа 2018 года оно по-прежнему находилось на реставрации;
- мельница Оттена;
- водяная мельница Кийдъярве

Мукомольная мельница построена в 1914 году. Принадлежала мызе Кидиерв (нем. Kiddijerw, Кийдъярве, эст. Kiidjärve mõis). Работала до 1979 года. В 1987–1988 годах был построен новый водослив, и в 1991 году мельница опять заработала. Снова она остановилась в середине 1990-х годов. Крыша мельницы отремонтирована в 2002 году;
- памятник Эстонской освободительной войне в городе Пылва.

## Регионы-побратимы
У волости Пылва большое число регионов-побратимов в разных странах:
- Балвский район, Латвия
- Укмергский район, Литва
- все члены Европейской хартии сельских общин (European Charter of Rural Communities):  Ласзе,  Бьевер[англ.],  Сливо Поле,  Тисно,  Лефкара,
 Стары-Поддворов[англ.],  Нествед,  Сиссе[англ.],  Хепштедт,  Колиндрос[англ.],  Нагисенк[англ.],  Кашел,  Бучине,  Кандава,
 Жагаре,  Труавьерж,  Надур[англ.],  Эш[англ.],  Стшижув,  Самуэл,  Ибенешть[англ.],  Медзев,  Моравче[англ.],  Каннус,
 Бьенвенида, Окельбу[англ.],  Десборо[англ.][20].

## Галерея
- Город Пылва
- Пылваская церковь
- Волостной дом Койола
- Школа в Химмасте, отделение Вальдорфской школы Росма
- Музей Фридеберта Тугласа
- Граница деревень Наруски и Химма
- Главное здание мызы Мойзекац (Моосте)
- Амбар мызы Ая (Ахья)
- Водяная мельница Кийдъярве
- Таэваскода

## Комментарии
1. ↑  Эстонские топонимы, оканчивающиеся на -а, не склоняются и не имеют женского рода (исключение — Нарва)[7].